# Castor 4B

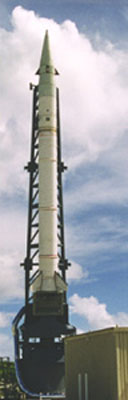
Castor 4B

Castor 4B ist die Bezeichnung einer amerikanischen Höhenforschungsrakete. Die Castor 4B hat eine Länge von 9,20 m, einen Durchmesser von 1,02 m und liefert einen Schub von 450 kN mit einer Dauer von 63 Sekunden. Die Rakete basiert auf dem gleichnamigen Castor-IVB-Raketenmotor. Sie findet sowohl im Maxus-Programm als auch in verschiedenen US-amerikanischen Projekten zur Raketenabwehr Verwendung.